# Ekoregion tugajów środkowoazjatyckich
Ekoregion tugajów środkowoazjatyckich – ekoregion występujący w Azji Środkowej. W regionalizacji WWF nosił kod PA1311, a w regionalizacji One Earth 818. Nie jest zwartym obszarem, lecz składa się z kilku pasów ciągnących się wzdłuż rzek mniej więcej na linii wschód-zachód lub południowy wschód-północny zachód tworzących enklawy wewnątrz ekoregionów północnych pustyń środkowoazjatyckich i południowych pustyń środkowoazjatyckich. Podstawowymi ekosystemami są lasy łęgowe typu tugaj oraz ekosystemy wód śródlądowych.

Położenie na mapie – ekoregion zaznaczony na fioletowo

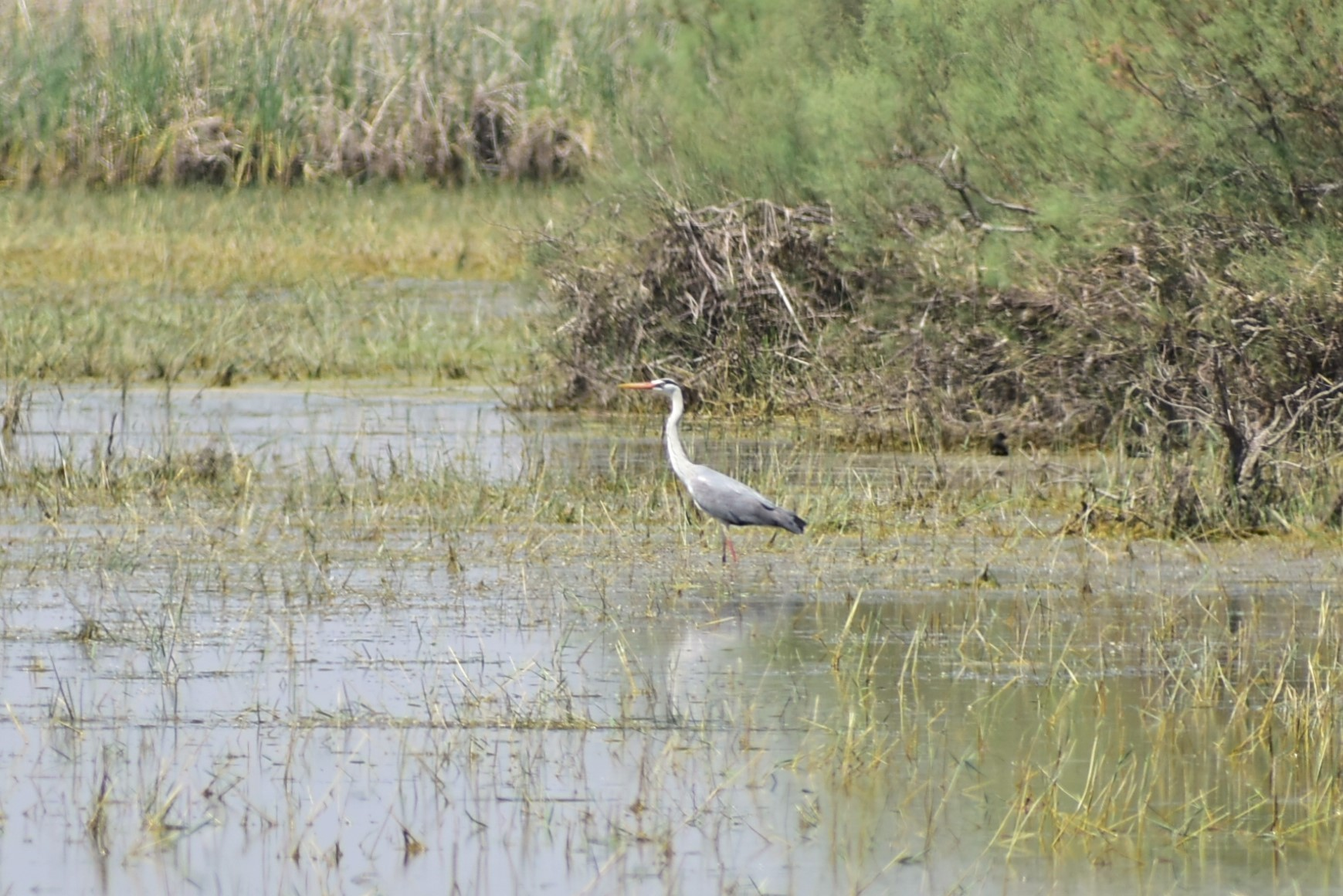
Czapla siwa w mokradłach Syr-darii

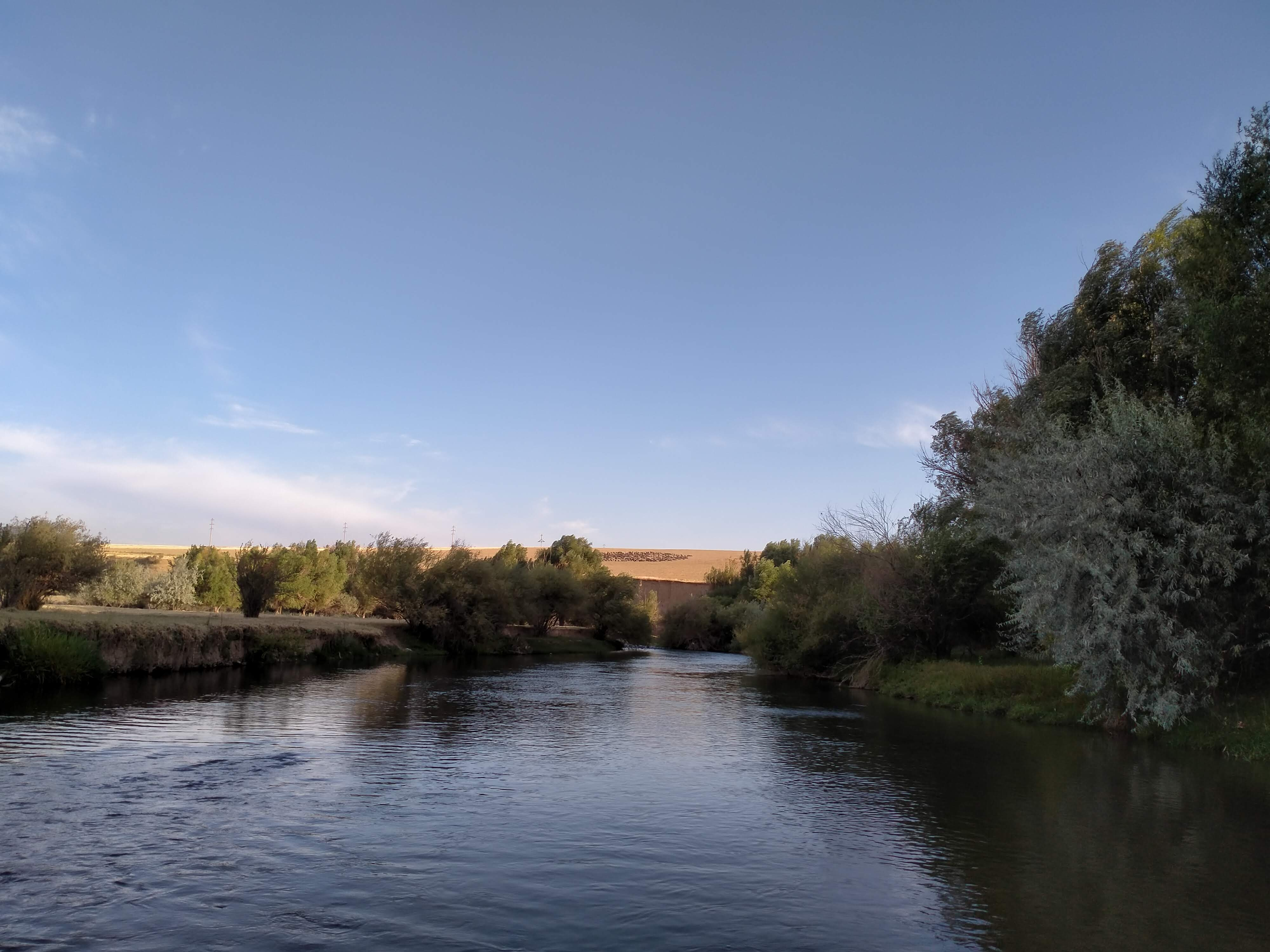
Rzeka Arys

## Roślinność
W ekoregionie tym tugaje z reguły tworzą mozaikę z roślinnością pustynną, szuwarową lub stepową, a także wodną. Wynika to z niestabilności warunków kształtowanych przez regularne powodzie.
Drzewostan tugajów tworzą głównie gatunki topoli (Populus euphratica, P. pruinosa), oliwnika (Elaeagnus angustifolia), wierzby (Salix songarica, Salix alba) i tamaryszka. Towarzyszą in krzewy i pnącza: rokitnik zwyczajny, berberysy, róże, wiciokrzewy i irgi.

## Fauna
Wśród zwierząt zamieszkujących ekoregion drapieżcą szczytowym był tygrys kaspijski. Inne ssaki typowe dla tego ekosystemu lub wchodzące z sąsiednich to: koszatka leśna, borsuk, dzik euroazjatycki, szakal złocisty, zając stepowy, mroczek późny, Otonycteris hemprichi, myszarka leśna, suwak tamaryszkowy, Nesokia indica, wydra, jeleń bucharski, hiena pręgowana, gazela czarnoogonowa, suhak stepowy czy kułan azjatycki. Ptaki tugajów i towarzyszących im mokradeł to: krogulec mały, bażant, syczek, syczek arabski, błotniak stawowy, pustułka, pustułeczka, remiz, remiz jasnogłowy, remiz trzcinowy, pliszka górska, pliszka maskowa, bogatka siwa, sikora lazurowa, sikora żółtopierśna, gołąb brunatny, kukułka, mewa tybetańska, mewa reliktowa, sterniczka, marmurka, flaming różowy, pelikan kędzierzawy, pelikan różowy, gęś tybetańska, ścierwnik, bielik wschodni, raróg i orzeł stepowy. Płazy tugajów to ropucha szara, ropucha zielona, Pseudepidalea oblonga, żaba śmieszka, żaba trawna, Rana amurensis, żaba kaukaska, Pelophylax nigromaculatus, grzebiuszka ziemna, kumak nizinny, żaboząb ałatauski. Gady tugajów to: żółw błotny, żółw kaspijski, Mediodactylus russowii, Tenuidactylus caspius, Tenuidactylus fedtschenkoi, Eremias velox, Ablepharus deserti, Ablepharus pannonicus, zaskroniec zwyczajny, zaskroniec rybołów, Elaphe dione, efa piaskowa, żmija lewantyńska, Alsophylax loricatus, waran szary, kobra środkowoazjatycka, Ptyas mucosa, wilkoząb dwubarwny, połoz kaspijski, Phrynocephalus mystaceus. W wodnych ekosystemach ekoregionu występują m.in. trzy gatunki nibyłopatonosów: Pseudoscaphirhynchus kaufmanni, Pseudoscaphirhynchus hermanni i Pseudoscaphirhynchus fedtschenkoi.

## Rozmieszczenie
Ekoregion zajmuje 8 883 tys. m² na terenie Kazachstanu, Uzbekistanu i Turkmenistanu. Obejmuje doliny pustynnych rzek Azji Środkowej takich jak Syr-daria, Amu-daria, Murgab, Hari Rod, Ili, Zarafszan, Wachsz, Naryn. Fragmenty tego ekoregionu mają formę pasów rozdzielonych ekoregionami pustynnymi. Ich występowanie determinowane przez warunki klimatyczne – jest to rejon zimnego klimatu pustynnego z regularnymi wiosennymi przyborami wody w rzece na skutek topnienia lodowców górskich (reżim rzeczny lodowcowy). Późnym latem występują susze, a gleba ulega zasoleniu.
W ekoregionie znajdują się obszary Ramsar w deltach dużych rzek uchodzących do jezior: „Delta Ili i Południowy Bałchasz” oraz „Małe Morze Aralskie i Delta Syr-darii”. Zachowane do czasów współczesnych fragmenty tugajów chronione są m.in. w Rezerwacie Amudaryjskim w Turkmenistanie oraz Rezerwacie Biosfery Dolnej Amu-darii w Uzbekistanie.